# Bølle (adelsslægt)
 For alternative betydninger, se Bølle. (Se også artikler, som begynder med Bølle)
Bølle var en uddød dansk adelsslægt.
Slægten kendes fra begyndelsen af 15. århundrede og førte 4 sølvbølger i blåt felt og 2 sølvvinger på hjelmen. Ejler Madsen Bølle blev 1482 biskop i Aarhus, men måtte efter mange stridigheder med Aarhus by og kong Hans 1491 nedlægge sit embede og døde 1501, vistnok på Silkeborg Slot, som han havde forbeholdt sig på livstid. Hans brodersønner, Ejler Eriksen Bølle til Nakkebølle (død 1534) og Mads Eriksen Bølle til Orebygaard (død 1539) samt sidstnævntes søn, Erik Bølle til Tersløse og Orebygaard, sad alle tre i rigsrådet, men indtog alle en vaklende holdning i kampen mellem kongerne Christian II og Frederik I og i overgangen fra katolicisme til lutherdom. De to sidstnævnte førtes efter Grevefejden i tysk fangenskab, men togs 1536 til nåde af Christian III mod at forpligte sig til ikke at ville virke for genindførelsen af bisperegimentet. Erik Bølle døde 1562 som slægtens sidste mand. Hans datter Birgitte Bølle, som arvede Orebygaard og var gift med Christoffer Gøye til Gunderslevholm og Avnsbjerg, stiftede 1581 hospitalet i Sakskøbing.